# المرأة في بنغلاديش
خضع وضع المرأة في بنغلاديش للعديد من التغييرات المهمة خلال القرون القليلة الماضية. حققت المرأة البنغلاديشية تقدمًا كبيرًا منذ استقلال البلاد في عام 1971، حيث شهدت المنطقة زيادة في التمكين السياسي للمرأة، وفرص عمل أفضل، وزيادة فرص التعليم واعتماد قوانين جديدة لحماية حقوقهن من خلال سياسات بنغلاديش. عقود. ومع ذلك، لا تزال المرأة في بنغلاديش تكافح من أجل تحقيق المساواة في مكانة الرجل بسبب الأعراف المجتمعية بالإضافة إلى التنفيذ السيئ للقوانين الموضوعة لحماية المرأة.
في المسائل القانونية، تتبع بنغلاديش نظامًا مختلطًا، يغلب عليه القانون العام الموروث من ماضيها الاستعماري بالإضافة إلى بعض القوانين الإسلامية التي تتعلق في الغالب بقضايا الأحوال الشخصية. ومن الناحية السياسية، كانت المرأة بارزة نسبيًا في هذا المجال حيثث شغلت المرأة منذ عام 1988 كلا من المناصب التالية: منصب رئيس وزراء، ورئيس البرلمانـ وزعيم المعارضة، ووزير الخارجية.

## نبذة تاريخية
تشير البيانات المتاحة حول الصحة والتغذية والتعليم والأداء الاقتصادي أن وضع النساء في بنغلاديش في الثمانينيات كان أدنى بكثير من وضع الرجال. فالمرأة في العرف والممارسة ظلت تابعة للرجل في جميع جوانب حياتها تقريباً، والاستقلال الذاتي كان إما ميزة للأغنياء أو ضرورة للفقراء.
وكانت حياة النساء متمركزة على دورهن التقليدي وكان وصولهن للأسواق والخدمات الإنتاجية والتعليم والرعاية الصحية والحكومة المحلية محدوداً، فساهمت قلة الفرص هذه في زيادة أنماط الخصوبة التي أثرت على مستوى رفاهية الأسر، وأدت إلى سوء التغذية وتدني صحتة الأطفال عموماً، كما أحبطت الأهداف التعليمية وغيرها من أهداف التطوير الوطنية. وكان الواقع أن أشد من يعاني من الفقر المدقع هن النساء، فطالما أن استفادتهن من الرعاية الصحية والتعليم والتدريب كانت محدودة، فإن توقعات تحسن إنتاجيتهن ظلت متدنية أيضا.
حوالي 82 في المائة من النساء كن يعشن في المناطق الريفية في أواخر الثمانينيات. وكان معظمهن – حوالي 70%- يعشن في أسر فلاحية صغيرة مستأجِرة ومعدمة،؛ حيث يعملن كعاملات بدوام جزئي أو موسمي في أنشطة عادة ما تكون بعد الحصاد، وكانوا يحصلن على مدفوعات عينية أو أجور نقدية زهيدة. أما 20% منهن – غالبا من الأسر المعدمة الفقيرة- اعتمدن على الأعمال المؤقتة والتقاط فضلات الحصاد والتسول وغيرها من مصادر الدخل المختلفة، وعادة ما كان دخلهن ضروري لبقاء الأسرة. وأما البقية القليلة (10%) كن يعشن في أسر من فئات مهنية أو تجارية أو مالكة لنطاق واسع من الأراضي، وغالبا فإنهن لم يعملن خارج المنزل.
فكانت المساهمة الاقتصادية للنساء كبيرة إلا أنه لم يعترف بها، فالنساء في المناطق الريفية كن مسؤولات عن معظم الأعمال بعد الحصاد، ورعي المواشي والدواجن، والعناية بالبساتين الصغيرة. وأما النساء في المدن فقد اعتمدن على المهن المحلية والتقليدية، وفي الثمانينيات عملت الكثير من النساء في مهن التصنيع، خاصة في مجال صناعة الملابس الجاهزة، أما اللواتي تلقين تعليماً أفضل عملن في الحكومة والرعاية الصحية و التعليم، إلا أن أعدادهن كانت قليلة جدا. ومع استمرار ارتفاع معدلات النمو السكاني و تدني فرص العمل في نطاق الأسرة، بحثت الكثير من النساء عن العمل خارج المنزل، وبالتالي تضاعف معدل مشاركة القوى العاملة النسائية بين عام 1974 وعام 1984، حيث بلغت نسبتهن حوالي 8%. وكانت معدلات أجورهن متدنية في الثمانينيات، فعادة ما تتراوح بين 20 و 30% من معدلات أجور الذكور.

## التعليم والتطور الاقتصادي

### التعليم

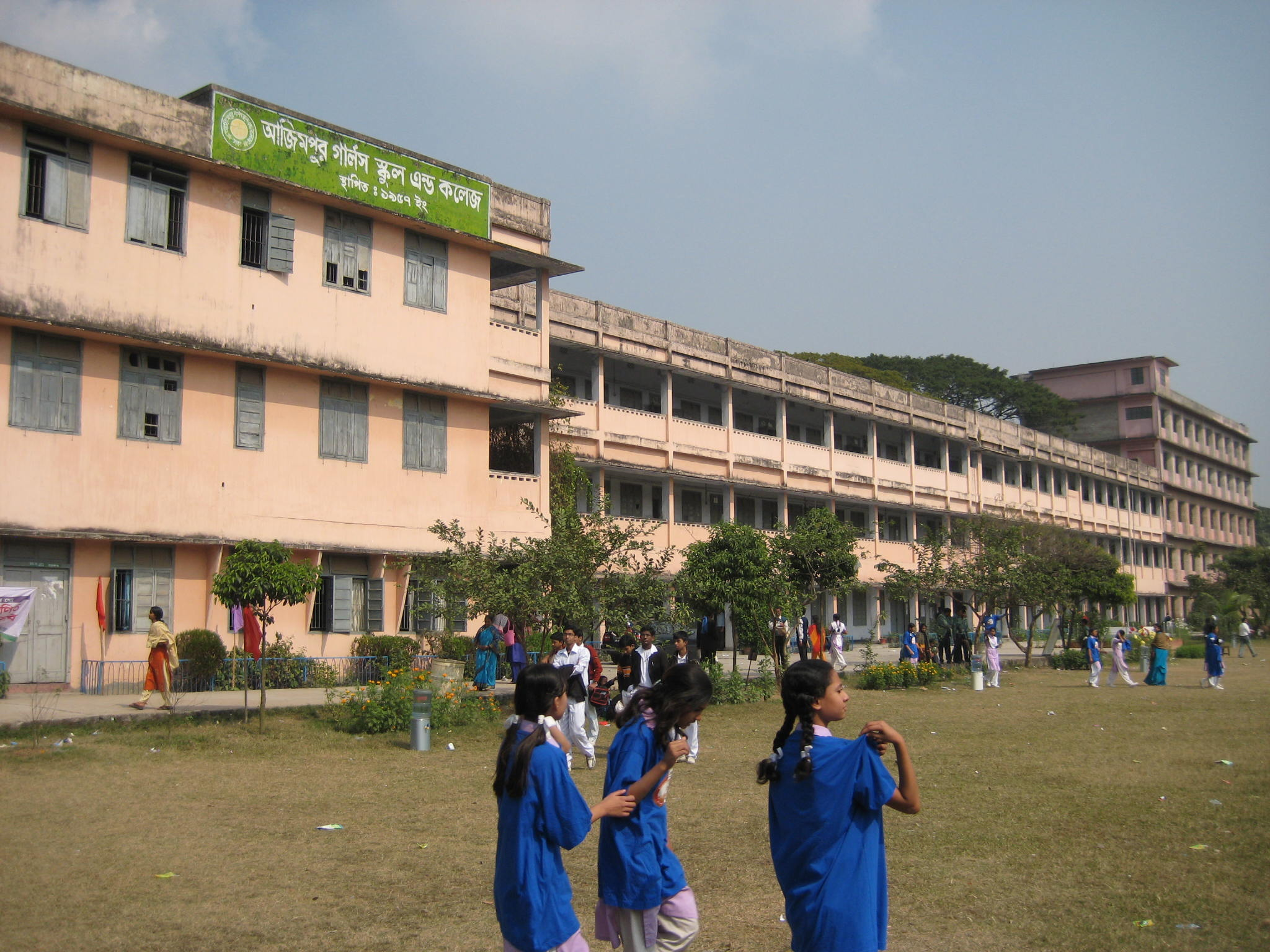
مدرسة أزيمبور للفتيات في بنغلاديش

معدل المتعلمات من الإناث في بنغلاديش (71.2%) أقل مقارنة بمعدل المتعلمين من الذكور(76.7%)، وذلك وفقاً لتقديرات عام 2018 للسكان البالغين من العمر 15 عاماً فما فوق. وخلال العقود الماضية طورت بنغلاديش سياساتها التعليمية، مما زاد من إمكانية حصول الفتيات على التعليم ففي التسعينيات ازداد التحاق الفتيات في المرحلة الابتدائية ازدياداً سريعاً، وبالرغم من وجود تكافؤ بين الجنسين في معدل الالتحاق بالمرحلة الابتدائية والمرحلة الإعدادية فإن نسبة الفتيات تتضاءل في السنوات الأخيرة من المرحلة الإعداية.

### المشاركة في القوة العاملة
تشارك النساء في بنغلاديش في العديد من أنشطة العمل، بدءاً من العمل في المنزل إلى العمل بأجر خارجه، إلا أن عمهلن غالباً مقلل من شأنه وغير معترف به. 

### حقوق الأرض والملكية
حقوق المرأة في الميراث ضعيفة: ححيث تجعل القوانين التمييزية والأعراف الاجتماعية الأبوية من الصعب على العديد من النساء الحصول على الأرض. ترث معظم النساء وفقًا للتفسيرات المحلية لقوانين التشريعة.

## الجرائم المرتكبة بحق النساء

### الاغتصاب
اغتصب المستوطنون والجنود البنغاليون النساء من جماعة ّجوما (تشاكما) المنتمية إلى السكان الأصليين في شيتاغونغ هيل تراكتس، وأفلتوا دون عقاب، لم تفعل قوات الأمن البنغلاديشي شيئا يذكر لحمايتهن، بل ساعدت أؤلئك المغتصبين والمستوطنين. وقد استهدفت الحكومة البنغلاديشية البوذيين والهندوس الأصليين من جماعة جما ذوي الأصول الصينية التبتية بعنف شديد و سياسات إبادة جماعية، حيث اندفعت أعداد كبيرة من المستوطنين البنغاليين إلى أراضي جماعة الجما، وسيطروا عليها وذبحوا أهلها، وذلك بمشاركة من القوات البنغلاديشية في عمليات اغتصاب جماعي للنساء، ومجازر لقرى بأكملها، وهجمات على الأماكن الدينية للهندوس والبوذيين واستهداف متعمد للرهبان والراهبات.

### زواج القاصرات
بنغلاديش هي أحد أعلى الدول في معدلات زواج القصّر في العالم، وتساهم ممارسة المهر – بالرغم من أنه غير قانوني- في نمو هذه الظاهرة، تتزوج 29% من الفتيات قبل سن 15، و65% منهن قبل سن 18. أما إجراءات الحكومة فهي ذات تأثير ضئيل وتناقض بعضها بعضا، فبالرغم من أن الحكومة تعهدت بإنهاء ظاهرة زواج القصّر بحلول عام 2041، فقد حاول رئيس الوزراء في عام 2015 خفض سن زواج الفتيات من عمر 18 إلى 16، فوضع استثناء للقانون بالسماح بالزواج في عمر 16 بعد موافقة الأبوين.

### العنف الأسري
في عام 2010 سنت بنغلاديش قانون العنف الأسري (لمنع العنف والحماية)، حيث أن العنف الأسري مقبول بين نسبة كبيرة من السكان، فقد أشارت 32.5% من النساء في استبيان لبرنامج الاستقصاءات الديمغرافية والصحية في عام 2011 أن ضرب الزوج لزوجته مبرر لأسباب معينة (وكان أكثر الأسباب ذكرا هو إذا كانت الزوجة «تتجادل معه» – بنسبة 22.4%)، إلا أن تعرض النساء للعنف والإساءة من الرجال قل بنسبة كبيرة في السنوات الأخيرة، بل ويعتبر بنسب منخفضة جدا مقارنة بدول جنوب آسيا ككسيريلانكا والنيبال والهند.

### المهر
يعد العنف المتعلق بالمهور مشكلة في بنغلاديش، وقد اتخذت الحكومة إجراءات إزاء ممارسة المهور وذلك من خلال قوانين عدة كقانون حظر المهور في عام 1980 والتعديلات التي طرأت عليه في عامي (1982 و 1986)، ومع ذلك ما تزال الإساءات المتعلقة بالمهور مستمرة نتيجة لضعف الإنفاذ القانوني الذي يستهدف المهور.

### التحرش الجنسي والمعاكسة
تتعرض الكثير من النساء في بنغلاديش للتحرش الجنسي، وخاصة الفتيات المراهقات حيث يتعرضن للترهيب في الشوارع، والصياح عليهن بألفاظ فاحشة، وإغاظتهن وجذبهن من ملابسهن.

## قضايا أخرى

### الصحة
بلغ معدل وفيات الأمهات في بنغلاديش حوالي 173 حالة وفاة مقابل 100000 حالة ولادة في عام 2017، تنتشر الأمراض المنقولة جنسيا انتشارًًا نسبيًا بالرغم من أن معدل الإصابة بفيروس نقص المناعة (الإيدز) منخفض جدا، كما أوضحت دراسة في عام 2014 أن معرفة النساء البنغلاديشيات بالأمراض قليلة جدا، لذا وسعت بنغلاديش نطاق برامج تدريب القابلات لتحسين الصحة الإنجابية ونتائجها.

### تنظيم النسل
يعد تنظيم النسل من الأمور المهمة في بنغلاديش منذ التسعينيات، ويبلغ معدل الخصوبة الكلي 2.1 طفل مولود لكل امرأة (وفقا لتقديرات 2021).

## معرض الصور

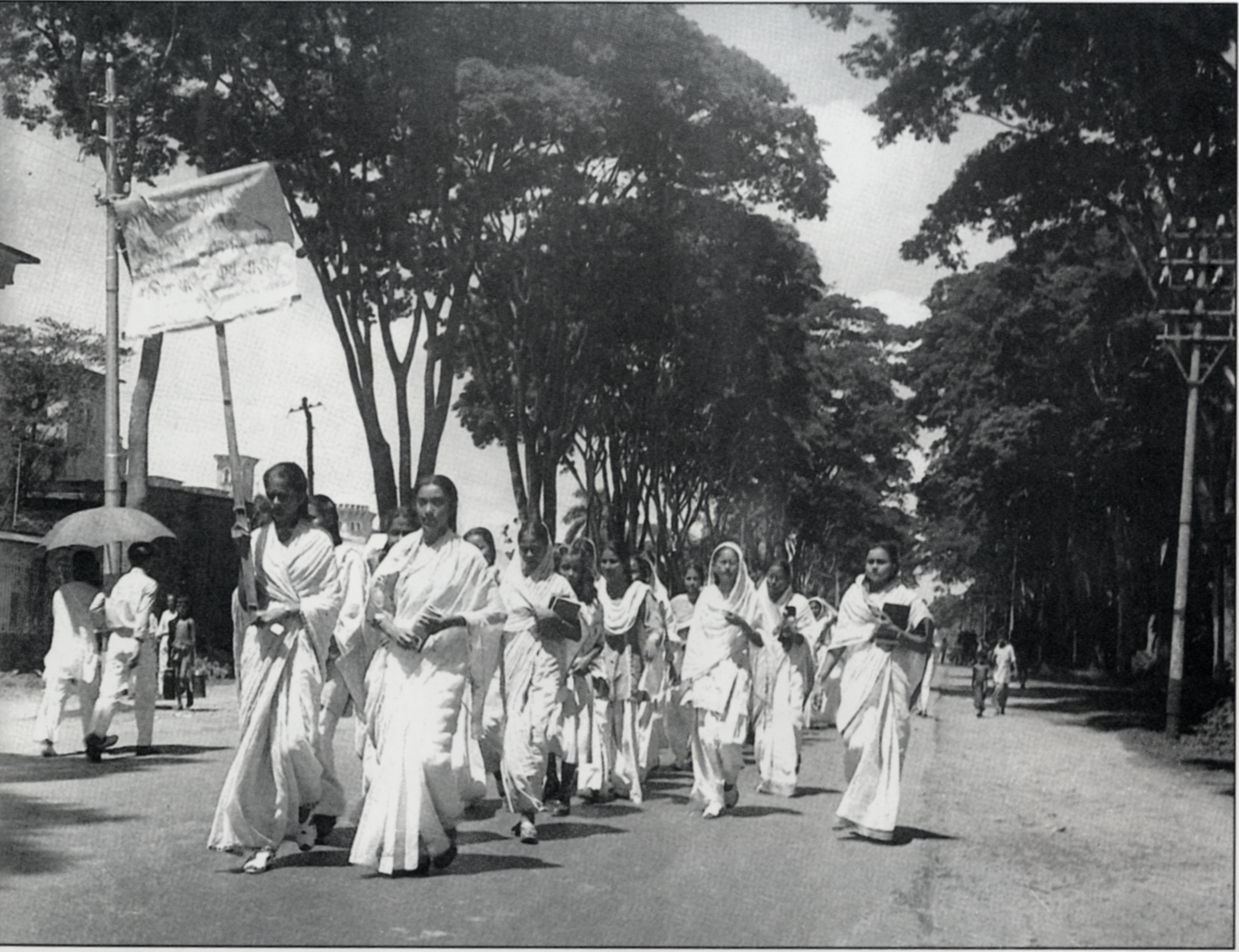
نساء بنغلاديشيات يشكلن مسيرة في الذكرى الأولى لحركة اللغة البنغالية في جامعة دكا عام 1953.
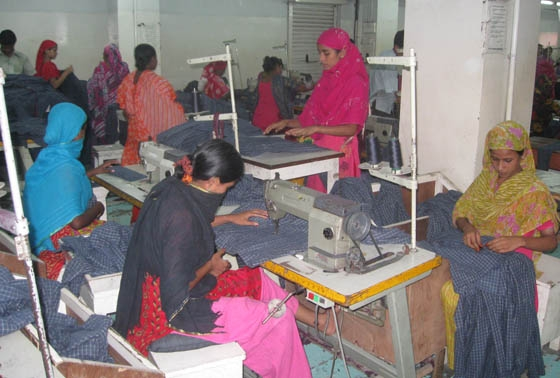
تشكل النساء معظم القوة العاملة في صناعة الملابس الموجهة للتصدير في بنغلاديش والتي تقدم أكبر مساهمة في النمو الاقتصادي للبلاد.
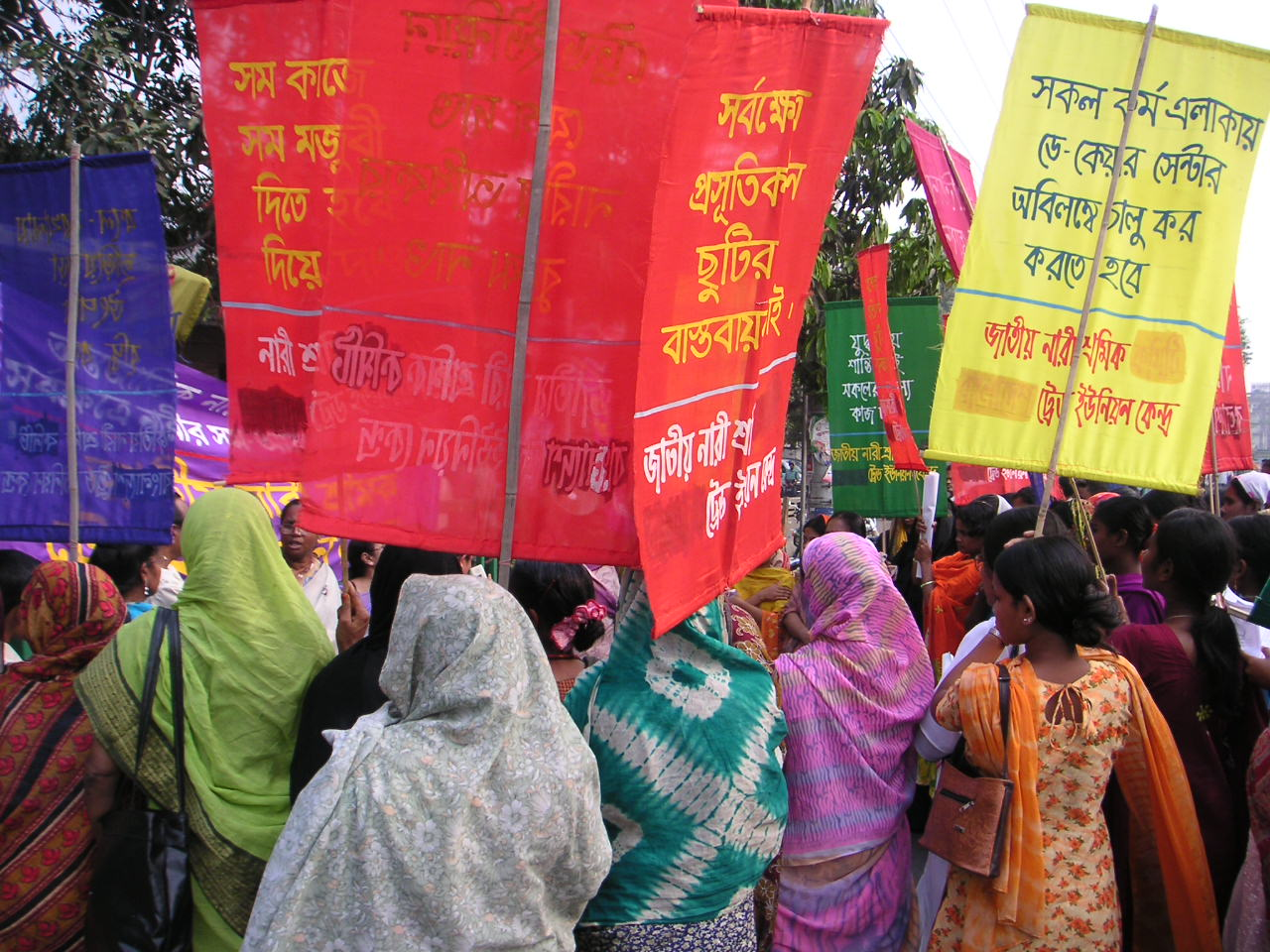
مسيرة يوم المرأة العالمي في دكا.
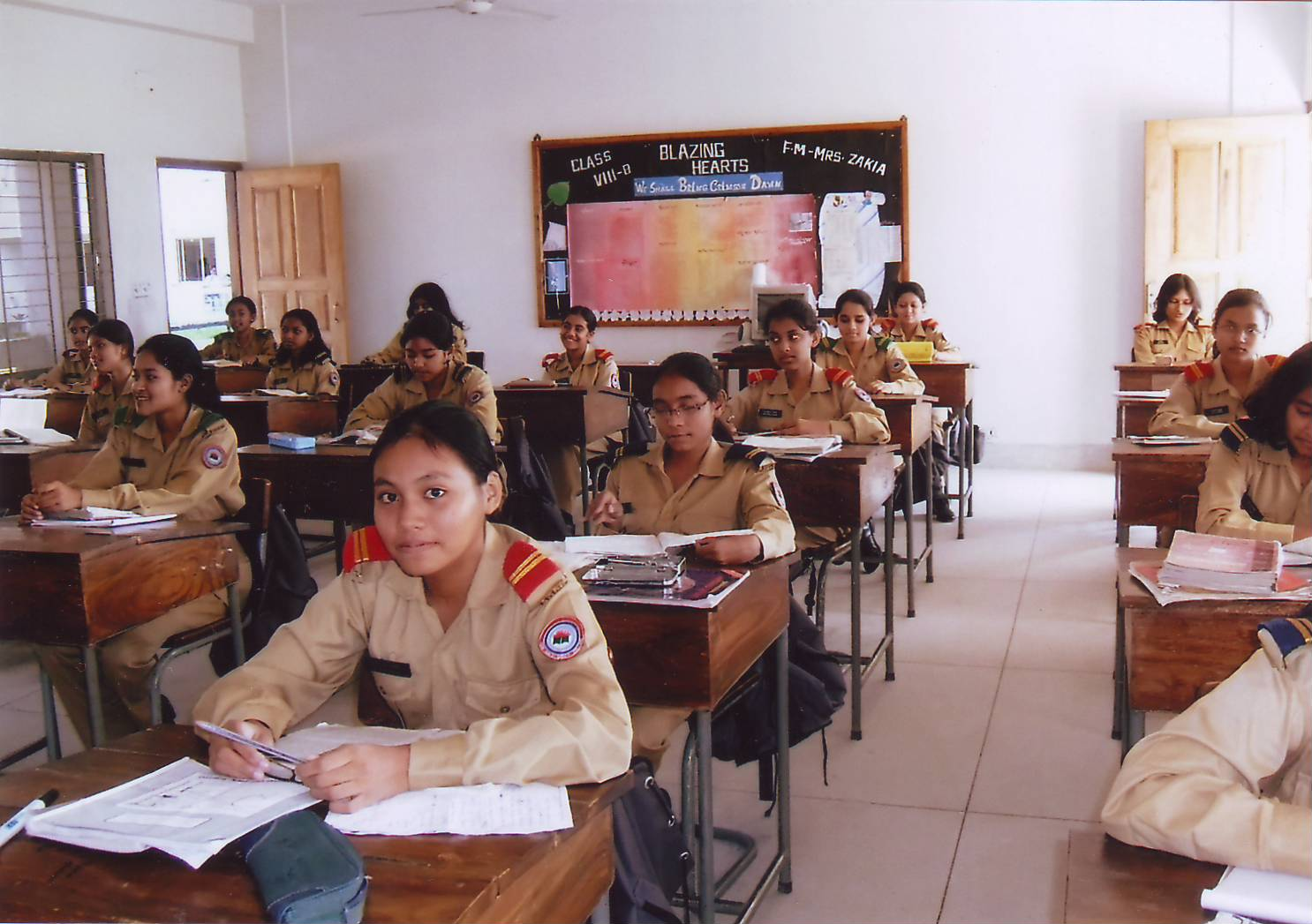
طالبات بنجلاديشيات في كلية فيني كاديت للبنات
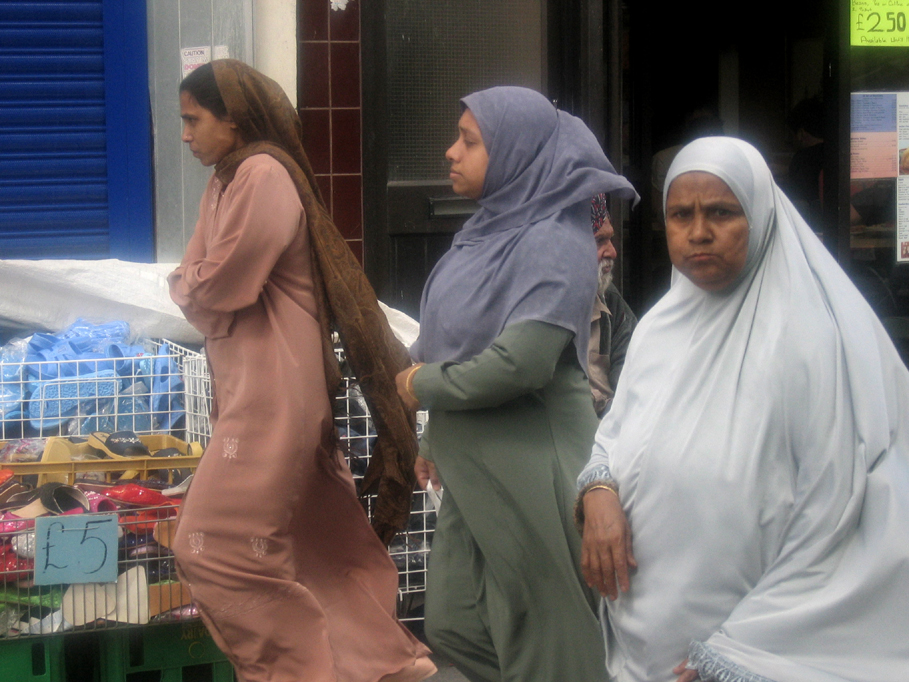
نساء بنغلادشيات في وايت تشابل، لندن. المملكة المتحدة هي موطن لواحد من أكبر الجاليات البنغلاديشية خارج بنغلاديش وأكبرها خارج آسيا.
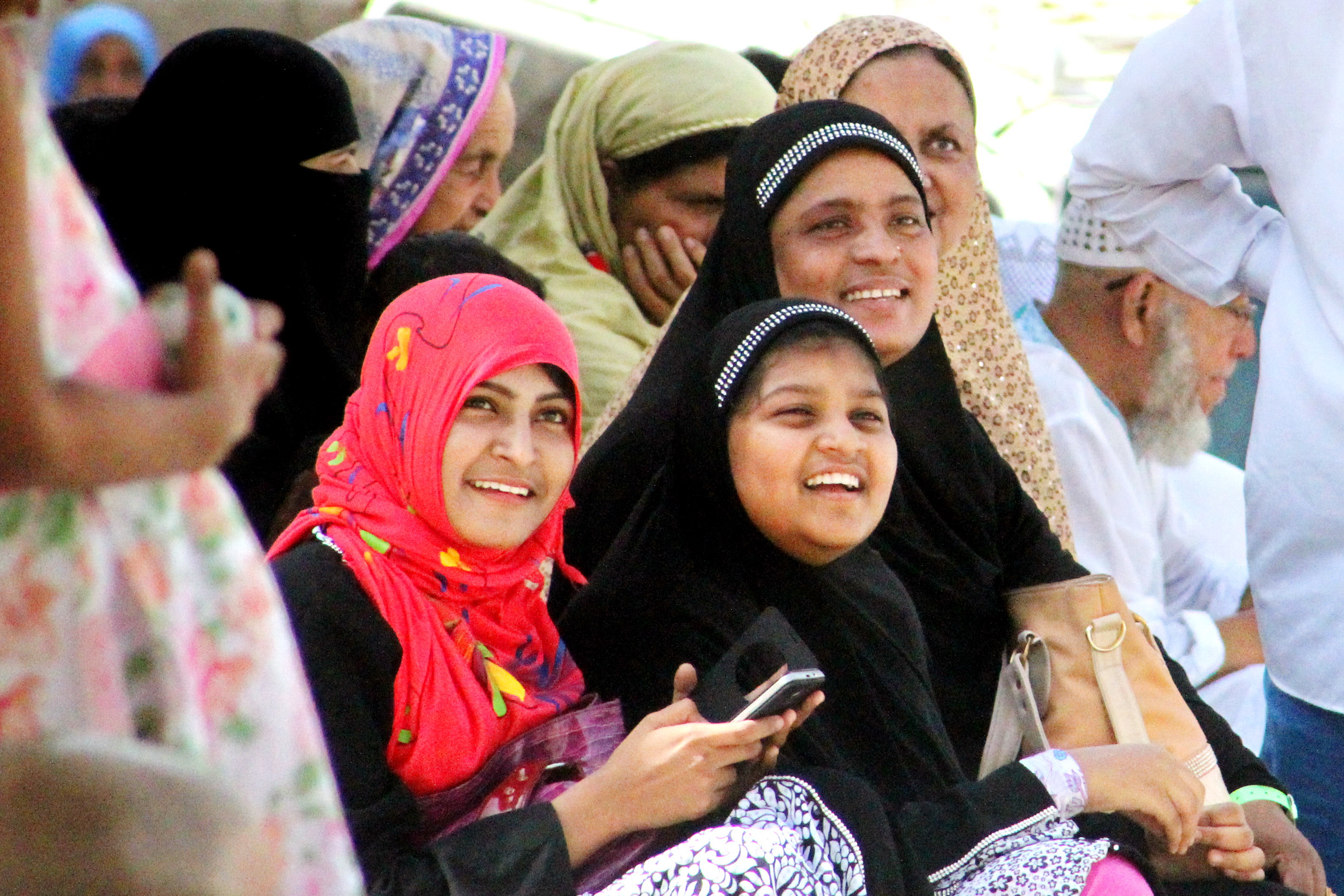
أفراد من عائلة بنغلادشية في جبل النور، مكة المكرمة، المملكة العربية السعودية. يعيش 3.5 مليون بنغلادشي في المملكة العربية السعودية، معظمهم من العمال المهاجرين وأفراد أسرهم، ويشكلون أكبر عدد من السكان البنغاليين خارج بنغلاديش.
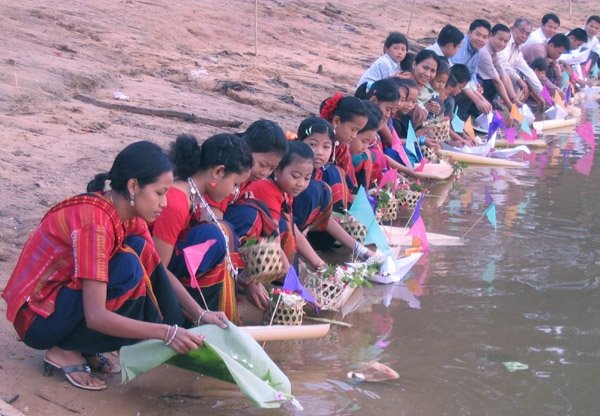
البنغلاديشيات في تشيتاجونج هيل تراكتس.
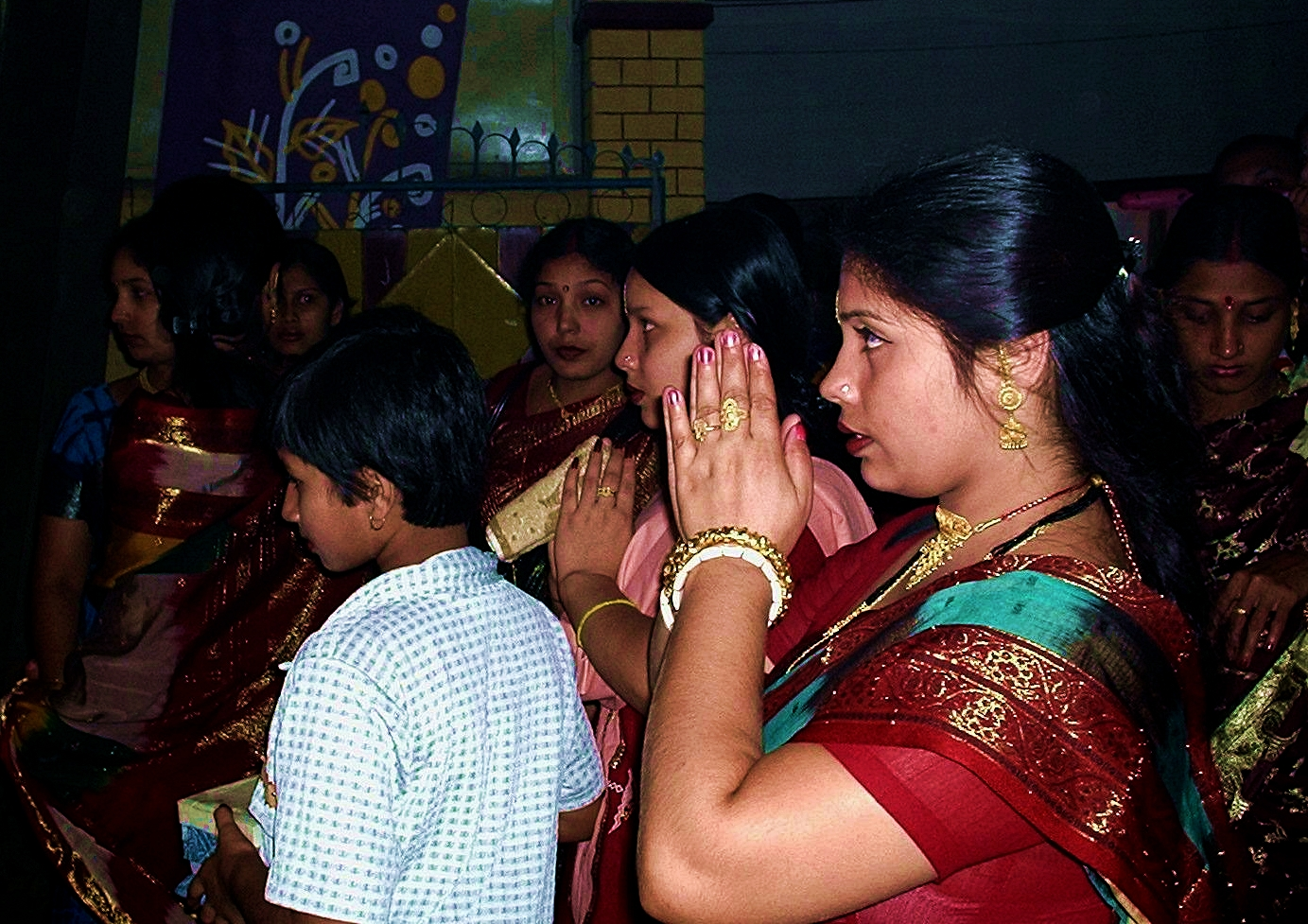
امرأة بنغلاديشية تشارك في دورجا بوجا.